# Lipnik (powiat staszowski)
Lipnik – wieś w Polsce położona w województwie świętokrzyskim, w powiecie staszowskim, w gminie Osiek.
Wierni Kościoła rzymskokatolickiego należą do parafii św. Stanisława w Osieku.
W latach 1975–1998 miejscowość należała administracyjnie do województwa tarnobrzeskiego. Przez wieś biegnie droga powiatowa nr 42339 (0811T – Osiek – Lipnik) oraz dwie drogi gminne nr 4233028 (002677T – Osieczko – Lipnik – wał wiślany); nr 4233041 (002690T – Długołęka obok wału wiślanego do Lipnika), w tym inne drogi gminne niezewidencjonowane. Poza tym (w niewielkim fragmencie) w bezpośrednim sąsiedztwie wsi przebiegają wały wiślane.

## Geografia
Wieś Lipnik położona jest ok. 16 km na wschód, północny wschód od Połańca; 17 km na zachód, południowy zachód od Tarnobrzega; 22 km na zachód, północny zachód od Nowej Dęby i 23 km na wschód, południowy wschód od Staszowa leżąc na wysokości 149 m n.p.m.

## Historia
Wieś wymieniana w Słowniku geograficznym Królestwa Polskiego i innych krajów słowiańskich pod koniec XIX wieku.

LIPNIK, wieś włościańska, nad Wisłą, powiat sandomierski, gmina i parafia Osiek, od Sandomierza wiorst 32. Gruntu mórg 29, domów 15, mieszkańców 91.

Bronisław Chlebowski, Słownik geograficzny Królestwa Polskiego..., t. V.

Na podstawie ww. informacji z 1884 roku – Lipnik, to wieś włościańska nad rzeką Wisłą, w ówczesnym powiecie sandomierskim, w ówczesnej gminie i parafii Osiek. Leży w odległości 32 wiorst od Sandomierza. Ma 15 domów, 91 mieszkańców i 29 mórg rozległości ogółem.
W 1886 roku parafia Osiek należy do dekanatu sandomierskiego i liczy 3 895 dusz. Z kolei ówczesna gmina Osiek, z urzędem we wsi Osieczko, miała 6 070 mieszkańców (w tym, aż 39,9% pochodzenia żydowskiego, tj. 539 żydów) i 17 916 mórg rozległości ogółem (w tym ziemi dworskiej 6 525 mórg). Sądem okręgowym dla gminy był III Sąd Okręgowy w Łoniowie; z kolei stacja pocztowa znajdowała się w Staszowie. W skład gminy wchodziły jeszcze takie oto wioski: Bukowa, Długołęka, Dzięki, Łęg, Osieczko, Osiek, Pliskowola, Strzegom i Suchowola.
W latach 90. XX wieku jeden z okolicznych mieszkańców podczas swoich prac polowych odkrył na swojej posesji szczątki (łupki, kawałki dawnych naczyń, groty narzędzi bojowych itp.) z zamierzchłych sobie czasów. Po dostarczaniu fragmentów owego znaleziska do UMiG Osiek, ówczesne władze zleciły przeprowadzenie badań archeologicznych w opisanym miejscu. Wstępnie oszacowano wiek znaleziska na IV do IX w. n.e.

## Demografia
Współczesna struktura demograficzna wioski Lipnik na podstawie danych z lat 1995-2009 według roczników GUS-u, z prezentacją danych z 2002 roku:

| WYSZCZEGÓLNIENIE | WYSZCZEGÓLNIENIE | WYSZCZEGÓLNIENIE | WYSZCZEGÓLNIENIE | WYSZCZEGÓLNIENIE | J. m.       | POPULACJA MIESZKAŃCÓW (w przedziałach wiekowych w 2002 roku) | POPULACJA MIESZKAŃCÓW (w przedziałach wiekowych w 2002 roku) | POPULACJA MIESZKAŃCÓW (w przedziałach wiekowych w 2002 roku) | POPULACJA MIESZKAŃCÓW (w przedziałach wiekowych w 2002 roku) | POPULACJA MIESZKAŃCÓW (w przedziałach wiekowych w 2002 roku) | POPULACJA MIESZKAŃCÓW (w przedziałach wiekowych w 2002 roku) | POPULACJA MIESZKAŃCÓW (w przedziałach wiekowych w 2002 roku) | POPULACJA MIESZKAŃCÓW (w przedziałach wiekowych w 2002 roku) | POPULACJA MIESZKAŃCÓW (w przedziałach wiekowych w 2002 roku) | POPULACJA MIESZKAŃCÓW (w przedziałach wiekowych w 2002 roku) |
| WYSZCZEGÓLNIENIE | WYSZCZEGÓLNIENIE | WYSZCZEGÓLNIENIE | WYSZCZEGÓLNIENIE | WYSZCZEGÓLNIENIE | J. m.       | OGÓŁEM                                                       | 0-9                                                          | 10-19                                                        | 20-29                                                        | 30-39                                                        | 40-49                                                        | 50-59                                                        | 60-69                                                        | 70-79                                                        | 80+                                                          |
| ---------------- | ---------------- | ---------------- | ---------------- | ---------------- | ----------- | ------------------------------------------------------------ | ------------------------------------------------------------ | ------------------------------------------------------------ | ------------------------------------------------------------ | ------------------------------------------------------------ | ------------------------------------------------------------ | ------------------------------------------------------------ | ------------------------------------------------------------ | ------------------------------------------------------------ | ------------------------------------------------------------ |
| I.               | OGÓŁEM           | OGÓŁEM           | OGÓŁEM           | OGÓŁEM           | os.         | 126                                                          | 15                                                           | 13                                                           | 21                                                           | 14                                                           | 19                                                           | 12                                                           | 9                                                            | 17                                                           | 6                                                            |
| I.               | –                | odsetek          | odsetek          | odsetek          | %           | 100                                                          | 11,9                                                         | 10,3                                                         | 16,7                                                         | 11,1                                                         | 14,9                                                         | 9,6                                                          | 7,2                                                          | 13,5                                                         | 4,8                                                          |
| I.               | 1.               | WEDŁUG PŁCI      | WEDŁUG PŁCI      | WEDŁUG PŁCI      | WEDŁUG PŁCI | WEDŁUG PŁCI                                                  | WEDŁUG PŁCI                                                  | WEDŁUG PŁCI                                                  | WEDŁUG PŁCI                                                  | WEDŁUG PŁCI                                                  | WEDŁUG PŁCI                                                  | WEDŁUG PŁCI                                                  | WEDŁUG PŁCI                                                  | WEDŁUG PŁCI                                                  | WEDŁUG PŁCI                                                  |
| I.               | 1.               | A.               | Mężczyzn         | Mężczyzn         | os.         | 66                                                           | 9                                                            | 8                                                            | 13                                                           | 9                                                            | 8                                                            | 5                                                            | 5                                                            | 7                                                            | 2                                                            |
| I.               | 1.               | A.               | –                | odsetek          | %           | 52,4                                                         | 7,1                                                          | 6,3                                                          | 10,4                                                         | 7,1                                                          | 6,3                                                          | 4                                                            | 4                                                            | 5,6                                                          | 1,6                                                          |
| I.               | 1.               | B.               | Kobiet           | Kobiet           | os.         | 60                                                           | 6                                                            | 5                                                            | 8                                                            | 5                                                            | 11                                                           | 7                                                            | 4                                                            | 10                                                           | 4                                                            |
| I.               | 1.               | B.               | –                | odsetek          | %           | 47,6                                                         | 4,8                                                          | 4                                                            | 6,3                                                          | 4                                                            | 8,6                                                          | 5,6                                                          | 3,2                                                          | 7,9                                                          | 3,2                                                          |

Rysunek 1.1 Piramida populacji – struktura płci i wieku wioski
| I. | OGÓŁEM | OGÓŁEM  | OGÓŁEM            | OGÓŁEM            | OGÓŁEM            | os.     | 126     | 66      | 60      |         |         |         |         |         |         |         |         |         |         |         |
| I. | –      | odsetek | odsetek           | odsetek           | odsetek           | %       | 100     | 52,4    | 47,6    |         |         |         |         |         |         |         |         |         |         |         |
| I. | 1.     | W WIEKU | W WIEKU           | W WIEKU           | W WIEKU           | W WIEKU | W WIEKU | W WIEKU | W WIEKU | W WIEKU | W WIEKU | W WIEKU | W WIEKU | W WIEKU | W WIEKU | W WIEKU | W WIEKU | W WIEKU | W WIEKU | W WIEKU |
| I. | 1.     | A.      | Przedprodukcyjnym | Przedprodukcyjnym | Przedprodukcyjnym | os.     | 26      | 15      | 11      |         |         |         |         |         |         |         |         |         |         |         |
| I. | 1.     | A.      | –                 | odsetek           | odsetek           | %       | 20,6    | 11,9    | 8,7     |         |         |         |         |         |         |         |         |         |         |         |
| I. | 1.     | B.      | Produkcyjnym      | Produkcyjnym      | Produkcyjnym      | os.     | 72      | 41      | 31      |         |         |         |         |         |         |         |         |         |         |         |
| I. | 1.     | B.      | –                 | odsetek           | odsetek           | %       | 57,1    | 32,5    | 24,6    |         |         |         |         |         |         |         |         |         |         |         |
| I. | 1.     | B.      | a.                | mobilnym          | mobilnym          | os.     | 44      | 26      | 18      |         |         |         |         |         |         |         |         |         |         |         |
| I. | 1.     | B.      | a.                | –                 | odsetek           | %       | 34,9    | 20,6    | 14,3    |         |         |         |         |         |         |         |         |         |         |         |
| I. | 1.     | B.      | b.                | niemobilnym       | niemobilnym       | os.     | 28      | 15      | 13      |         |         |         |         |         |         |         |         |         |         |         |
| I. | 1.     | B.      | b.                | –                 | odsetek           | %       | 22,2    | 11,9    | 10,3    |         |         |         |         |         |         |         |         |         |         |         |
| I. | 1.     | C.      | Poprodukcyjnym    | Poprodukcyjnym    | Poprodukcyjnym    | os.     | 28      | 10      | 18      |         |         |         |         |         |         |         |         |         |         |         |
| I. | 1.     | C.      | –                 | odsetek           | odsetek           | %       | 22,3    | 8       | 14,3    |         |         |         |         |         |         |         |         |         |         |         |

## Dawne części wsi – obiekty fizjograficzne
W latach 70. XX wieku przyporządkowano i opracowano spis lokalnych części integralnych dla Lipnika zawarty w tabeli 1.

| Nazwa wsi – miasta | Nazwy części wsi – miasta | Nazwy obiektów fizjograficznych – charakter obiektu |
| ------------------ | ------------------------- | --- |
| I. Gromada OSIEK   |                           | |
| 1. Lipnik          | –                         | 1. Błonie – pole, 2. Dąbrówki – pole 3. Dół – pole 4. Kąpaniec – jezioro 5. Kępa – krzaki 6. Zajezierze – pole 7. Zamienne – pole 8. Zawalna Ziemia – pole, łąki |